# گلف‌استریم جی۱۰۰
گلف‌استریم جی۱۰۰ (به انگلیسی: Gulfstream G100) یک هواگرد ساختِ کارخانهٔ گلف‌استریم اروسپیس در کشور ایالات متحده آمریکا است که در سال ۲۰۰۲ ساخته شد. نخستین استفاده‌کنندهٔ این هواپیما نیروی هوایی ایالات متحده آمریکا بوده‌است.